# Citroën Metropolis
De Citroën Metropolis is een conceptauto van Citroën.
De Metropolis is ontworpen door Citroën Shanghai voor de Chinese markt. Mogelijk komt hij ook naar Europa maar dat is nog niet bevestigd.
Door zijn lengte van 5,30 meter is het een concurrent voor de Mercedes-Benz S-Klasse en de verlengde Audi A8.

## Motor
De Metropolis wordt uitgerust met een 95 pk zware elektromotor met een 272 pk sterke V6-verbrandingsmotor.
Volgens Citroën stoot de motor door de vierwielaandrijving en hydractieve vering maar 70 g/km uit terwijl hij net zo veel kracht kan leveren als een 4,0-liter V6.